# (151) Abundància
Abundantia és l'asteroide núm. 151 de la sèrie. Fou descobert l'1 de novembre del 1875 a Pula (península d'Ístria), a Croàcia, per Johann Palisa (1848-1925). El seu nom es deu a la deessa de l'èxit i la fortuna, Abundantia, de la mitologia romana, nom amb què també se celebrà el gran nombre de descobriments d'asteroides en la dècada del 1870